# Бербуки
Бербуки (груз. ბერბუკი) — село в Грузии, на территории Горийского муниципалитета края (мхаре) Шида-Картли.

## География
Село находится в центральной части Грузии, на левом берегу реки Меджуды, на расстоянии приблизительно 1 километра (по прямой) к северо-северо-востоку от города Гори, административного центра муниципалитета. Абсолютная высота — 632 метра над уровнем моря.

## Население
По результатам официальной переписи населения 2014 года в Бербуки проживало 873 человека (421 мужчина и 452 женщины). В национальной структуре населения грузины составляли 96,3 %, осетины — 1,5 %, армяне — 1,3 %.
| Год  | Население, человек |
| ---- | ------------------ |
| 2002 | 864                |
| 2014 | ↗ 873              |